# Cosetanos
Los cosetanos o cesetanos fueron un pueblo ibero que vivía en el Campo de Tarragona, desde aproximadamente el Coll de Balaguer al sur, hasta el macizo del Garraf al norte, la sierra de Argentera y las Montañas de Prades al oeste, y la sierra de la Llacuna y de Puigfred al noroeste. No se sabe con seguridad si tenían núcleos habitados durante todo el año en la Cuenca de Barberá y en el Panadés.
Se han encontrado restos de poblados del siglo II a. C. en varios lugares (Montblanch, Tivisa, Fontscaldes). La ciudad más importante era Cesse, conocida por la abundancia de acuñación de moneda, pues esta era la leyenda que portaban los ases de Cesse. También se han encontrado dracmas de imitación emporitana, con la leyenda tarakonsalis. Es de suponer entonces o la existencia de dos cecas, o que hubiese una doble denominación de la ciudad. Si la ciudad de Cesse no fuese la actual Tarragona, podría haberse tratado de Tornabous, situada al sur de la actual provincia de Lérida en la comarca de Urgell. Claudio Ptolomeo menciona entre las ciudades cesetanas a Subur, que podría tratarse del poblado ibero de Adarró, en Villanueva y Geltrú, u otro asentamiento situado en Sitges.
Otros núcleos presuntamente cesetanos serían Oleastrum (posiblemente Hospitalet del Infante), el Fondo d'en Roig en Cunit, Palfuriana (posiblemente Vendrell), y sin duda, Calafell donde se encuentra el importante yacimiento de Alorda park, una ciudadela ibérica a la cual se ha aplicado arqueología experimental, y Olérdola, ambas importantes ciudadelas fortificadas.
Los romanos denominaron, en un primer momento, el territorio como Cosetania. Las crónicas romanas durante la conquista de Hispania califican los botines como «utensilios bárbaros y esclavos miserables». 